# Bessbrook
Bessbrook (Irlandais : An Sruthán) est un village du Comté d'Armagh, en Irlande du Nord. Il se trouve à environ 5 km au nord-ouest de Newry et près de la rocade de Newry sur la route principale A1 Belfast-Dublin et la ligne de chemin de fer Belfast-Dublin. Aujourd'hui, le village de Bessbrook chevauche les trois townlands de Maghernahely, Clogharevan et Maytown. Bessbrook est proche de la gare de Newry. Sa population s'élevait à 2 750 habitants lors du recensement de 2011. Le village modèle de Bessbrook, Co. Armagh est un mémorial visible des activités commerciales de la famille Richardson sur plusieurs générations.
À la fin du XXe siècle, certaines des pires violences des "Troubles" ont eu lieu près du village, qui est devenu une zone militaire avec une importante garnison. Le petit village est devenu l'héliport (militaire) le plus fréquenté d'Europe.

## Histoire
Bessbrook doit son nom à Elizabeth ou Bess Nicholson, épouse de Joseph Nicholson, dont la famille a exercé une activité de blanchisserie dans le district de 1806 à 1845. Le "brook" est un ruisseau qui traverse la périphérie du village.
Bessbrook a été fondé par John Grubb Richardson en 1845 en tant que "village modèle" parallèlement à l'industrie de la filature Richardson, avec des rues et des places spacieuses entourant une grande filature de lin appartenant à la famille Quaker. Richardson. Aux XVIIIe et XIXe siècles, l'industrie du lin contribuait de manière significative à la richesse des familles quakers en Ulster. En tant qu'expérience sociale, il est similaire au modèle de la ville d'entreprise plus connue de Bournville fondée par la famille Cadbury près de Birmingham, en Angleterre. Le village modèle de Bessbrook a servi de modèle à George Cadburys "Bournville", le célèbre village modèle d'Angleterre, et précède ce développement de plus de 30 ans. Le fondateur de Bessbrook, John G. Richardson, était un quaker et connaissait probablement d'autres quakers tels que la famille Malcomson qui avait créé Portlaw dans le comté de Waterford. Cette connaissance a eu une certaine influence sur les propres projets de Richardson à Bessbrook.
Parmi les principes sur lesquels reposait le village figurait la philosophie des "trois P" : il ne devait pas y avoir de public house, de pawn shop, et par conséquent pas de police. John Grubb Richardson pensait que sans établissement public, il n'y aurait pas besoin de prêteur sur gages ni de poste de police. À ce jour, il n'y a pas de pub dans le village. Il n'y a pas non plus de prêteurs sur gages, bien qu'il y ait aujourd'hui un commissariat de police d'Irlande du Nord (PSNI). Au début, Richardson n'avait pas d'idées bien arrêtées sur les avantages de l'abstinence d'alcool, mais au cours des premières années qui ont suivi la création de Bessbrook, il a constaté les dommages causés par l'alcool à ses employés et à son entreprise. La plupart des habitants de Bessbrook soutiennent cette politique et dans les années 1870, lors d'un sondage, la majorité de la ville confirme son souhait que la ville reste exempte de débits de boissons et d'alcool. En 1885, le Bessbrook and Newry Tramway, alimenté par l'énergie hydroélectrique, est inauguré.

### Infrastructures dans le village modèle

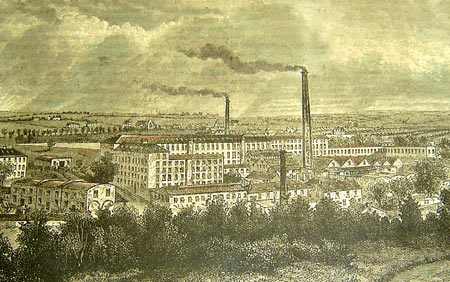
Un vieux dessin de Richardson's Mill, Bessbrook

À une époque, le lin de Bessbrook était l'un des plus fins du monde et l'usine de lin fournissait la plupart des emplois du village. Les ouvriers de l'usine se sont fait construire des maisons en tentes, dont beaucoup étaient de si bonne qualité qu'elles sont encore habitées aujourd'hui. Chaque maison disposait également d'un jardin familial pour la culture de légumes, et la zone du village où ils étaient situés est toujours connue sous le nom de "The Gardens" (les jardins), bien que les jardins familiaux eux-mêmes aient été remplacés par d'autres habitations. La plupart des bâtiments du village sont construits en granit, qui est abondant dans la région.
Dans les communautés souvent ségréguées d'Irlande du Nord, Bessbrook est un village inhabituellement mixte, avec des représentants des confessions anglicane, méthodiste, presbytérienne et catholique romaine. Les Richardson ont parfois été critiqués parce qu'ils n'employaient pas assez de catholiques romains, mais la moitié des employés de l'entreprise de linge de maison étaient catholiques. John G. Richardson a facilité le culte des catholiques romains, des épiscopaliens, des presbytériens et d'autres communautés en fournissant un terrain pour leur lieu de culte et a également fait preuve d'une grande attention aux détails en veillant à ce que l'enseignement dispensé soit exempt de sectarisme. Le village possède également une maison de réunion des quakers. Le village est situé dans le domaine de The Woodhouse, qui a été habité par la famille Richardson jusqu'aux années 1980, et de Derrymore House - également une propriété Richardson jusqu'à ce qu'elle soit léguée au National Trust, c'était autrefois la maison d'Isaac Corry. DÉPUTÉ. La zone a été désignée comme parc historique.
Au milieu des années 1840, lorsque Bessbrook a été créé en tant que village modèle, il n'était pas rare que les ouvriers d'Ulster se fassent construire des logements par les propriétaires d'usine, et Bessbrook n'était pas différent. John G. Richardson construisait des logements pour ses ouvriers et avait pour politique de faire venir des personnes pauvres, souvent des mendiants et des personnes non qualifiées, pour travailler pour lui, car il pensait que cela encouragerait ces employés à s'améliorer et à s'élever à un niveau plus élevé. Chaque maison comptait de trois à cinq pièces. Il y avait une école à Bessbrook, dont les élèves semblaient propres, intelligents et désireux d'apprendre. Cette école est financée par les parents qui donnent un penny pour y envoyer leur enfant et par la Bessbrook Spinning Co. qui donne 100 £ pour compléter le financement du gouvernement. Il y avait un dispensaire dans la ville et les ouvriers souscrivaient à un club médical qui était complété par des dons de la Bessbrook Spinning Co. qui finançait un médecin. Un Temperance Hotel faisait office de centre social où l'on pouvait acheter des journaux anglais et irlandais, jouer aux dames et aux échecs et fumer. La ville disposait d'un magasin Co-Operative, d'une salle de rafraîchissement pour les travailleurs itinérants, d'une ferme fournissant du lait, ainsi que de jardins familiaux.
Après que James N. Richardson III a succédé à son père, John G. Richardson s'est retiré de la gestion de l'entreprise et s'est consacré à d'autres projets visant à améliorer la vie des habitants de Bessbrook. Ces projets comprennent l'hôtel de ville, qui abrite une bibliothèque et une salle où sont organisées des conférences et des réunions. Ces projets ont été largement financés par la fortune personnelle de John G. Richardson.

### Les Troubles
Bessbrook a été le théâtre des pires violences de la période des Troubles. La filature de lin a été transformée par la British Army en une importante base militaire. Une aire d'atterrissage pour hélicoptères a été créée pour approvisionner d'autres avant-postes militaires dans la région, car les mouvements routiers de troupes et de fournitures étaient vulnérables aux mines terrestres. À un moment donné, le petit village aurait été l'héliport le plus fréquenté d'Europe.
Neuf des dix protestants assassinés par l'armée républicaine irlandaise provisoire lors du massacre de Kingsmill étaient originaires de Bessbrook.
La fin des troubles, à la suite de la signature de l'accord du Vendredi saint en 1998, a permis au village de se redresser. Les restrictions de circulation ont été assouplies et la présence visible des forces de sécurité a été réduite. Il a été confirmé que le poste de police local sera cédé au cours de l'exercice financier actuel[Quand ?], l'un des 26 postes que le service de police d'Irlande du Nord a annoncé fermer en raison de mesures de rentabilité. Le 25 juin 2007, l'armée britannique a retiré sa présence militaire de Bessbrook et a fermé toutes ses installations, marquant la fin de l'Opération Banner dans la région du South Armagh.

## Sites d'intérêt
À la périphérie du village se trouve le Viaduc de Craigmore de John Macneill, connu localement sous le nom de Eighteen Arches, construit en 1851. Le viaduc porte toujours la ligne de chemin de fer Dublin-Belfast et, avec ses dix-huit arches de vingt mètres de haut, couvrant environ un quart de mile (500 m), il a longtemps été le pont le plus long d'Irlande. Il est construit en granit local.
Derrymore House, une propriété du National Trust ouverte au public, se trouve à proximité. Il s'agit d'une maison à toit de chaume du XVIIIe siècle située dans un parc et des bois de plus de 100 acres (0,404685642 km2). L'Acte d'Union a été rédigé dans le salon de la maison en 1800.

## Démographie
Bessbrook est classé comme un établissement intermédiaire par la Northern Ireland Statistics and Research Agency (NISRA), c'est-à-dire avec une population comprise entre 2 500 et 4 999 habitants. Le jour du recensement (27 mars 2011), 2 750 personnes vivaient à Bessbrook. Parmi elles :
- 22,91 % étaient âgées de moins de 16 ans et 14,76 % étaient âgées de 65 ans et plus.
- 50,58% de la population était de sexe masculin et 49,42% de sexe féminin
- 79,56 % étaient d'origine catholique et 18 % étaient d'origine protestante et autres chrétiens (y compris les chrétiens apparentés).
- 18,58% ont indiqué qu'ils avaient une identité nationale britannique, 51,35% une identité nationale irlandaise et 31,13% une identité nationale nord-irlandaise.

## Éducation
Les écoles de la région comprennent Bessbrook Primary School, St. Joseph's Primary School, St. Paul's High School et St. Peter's Primary School, Cloughreagh.

## Personnalités notables
- Dominic Bradley - ancien Membre de l'Assemblée législative
- Eddie Carroll (1901-1975) - footballeur Irlandais
- Samuel George Hobson (1870-1940) - membre fondateur du Parti travailliste indépendant
- Danny Kennedy - homme politique unioniste et ancien vice-président de l'Assemblée d'Irlande du Nord.
- Conor McGinn - Labour MP et Ministre fantôme.
- John Grubb Richardson (1813-1891) - marchand de lin, industriel et philanthrope qui a fondé le village.